# Andreas Jordan

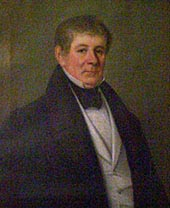
Andreas Jordan

Andreas Jordan (* 25. August 1775 in Deidesheim; † 21. November 1848 ebenda) war ein bayerischer Politiker und Winzer. Er war Abgeordneter in der Zweiten Kammer der Ständeversammlung des Königreichs Bayern und Vorreiter bei der Einführung des Qualitätsweinbaus in der Pfalz. In seiner Vaterstadt Deidesheim war Jordan Bürgermeister und führte dort ein Weingut.

## Familie

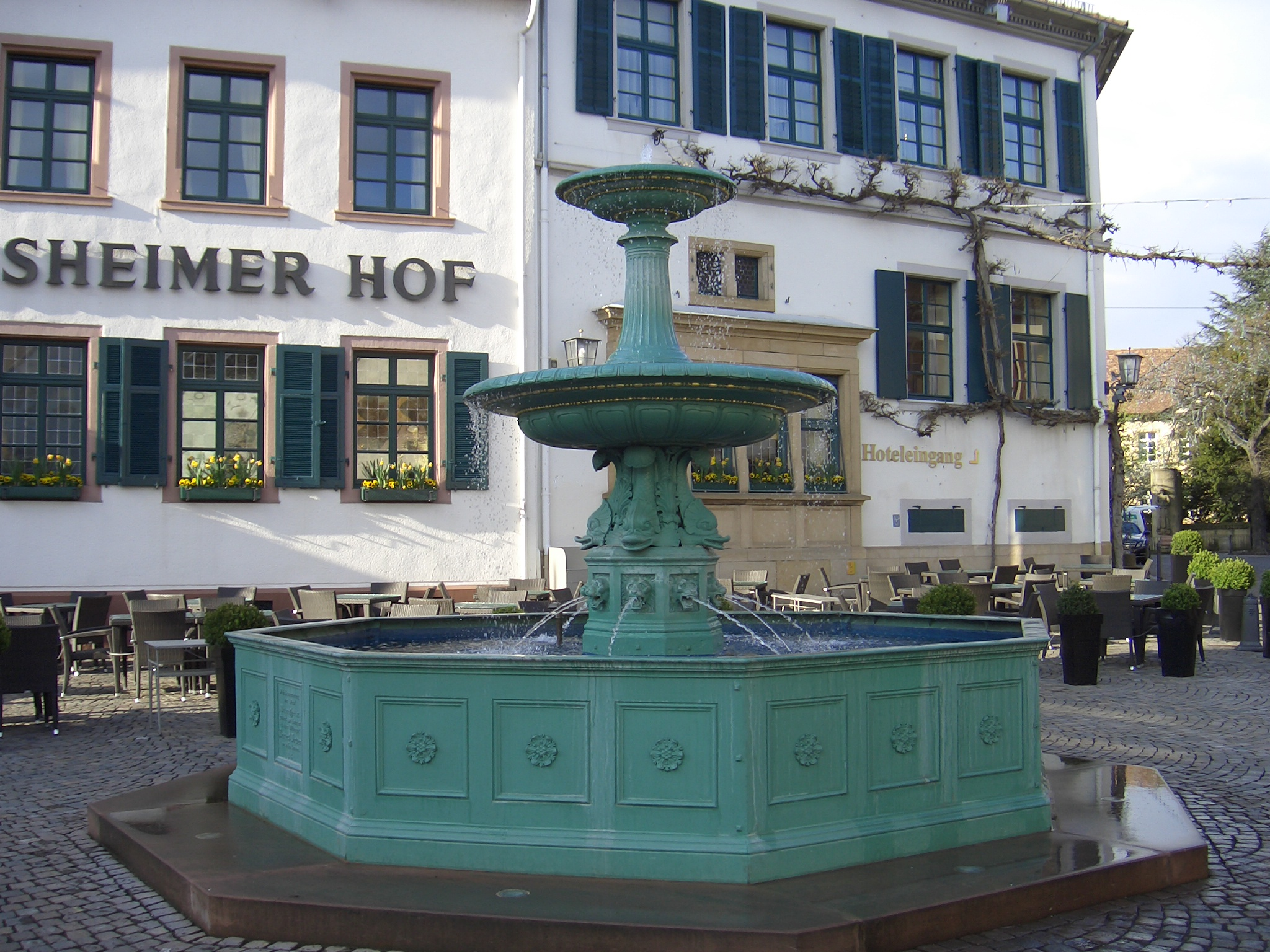
Andreasbrunnen

Jordans Vater war Peter Jordan (1753–1795). Er war von Roschbach nach Deidesheim gezogen und hatte Apollonia Reichardt († 1797) aus Forst geheiratet, die aus einer vermögenden Familie stammte.
Jordan hatte vier Geschwister, darunter Peter Heinrich († 1830), ein Weingutsbesitzer, und Maria Barbara (1783–1842). Im Jahr 1806 heiratete er die vermögende Josefine Stengel (1789–1834), deren Familie aus Haigerloch stammte. Die Halbschwester seiner Frau war die Adelige Anna von Szent-Ivanyi (1797–1889), die ebenfalls in Deidesheim lebte und ein Weingut betrieb. Die Cousine der beiden war Barbara Tillmann (1818–1889) aus Freinsheim (Tochter von Johann Baptist Tillmann, dem Bruder der Mutter) und die zweite Ehefrau des Politikers Heinrich von Gagern.
Durch drei Hochzeiten wurde eine enge Verbindung der Familien Jordan und Buhl aus Ettlingen geknüpft: Jordans Schwester Maria Barbara heiratete 1806 den Abgeordneten der badischen Abgeordnetenkammer Franz Anton Christoph Buhl (1779–1844). Deren Sohn Franz Peter Buhl (1809–1862) heiratete 1836 Jordans Tochter Josephine (1813–1872); Jordans einziger Sohn Ludwig Andreas Jordan (1811–1883) heiratete 1838 Franz Peter Buhls Schwester Seraphine.
Jordans jüngste Tochter  Auguste Margarete (1816–1889) heiratete 1844 Friedrich Georg Deinhard, den Sohn von Johann Friedrich Deinhard, der in Koblenz die Weingroßhandlung Deinhard & Co gegründet hatte, die heute noch als Sekt- und Weinkellerei existiert.
Vier Jahre nach dem Tod Jordans stiftete sein Sohn Ludwig Andreas Jordan, der wie sein Vater nun Bürgermeister von Deidesheim war, mit seiner Familie den Andreasbrunnen zu Ehren von Andreas Jordan. Der Brunnen steht auf dem Marktplatz Deidesheims.

## Leben

### Frühe Jahre
Jordan wurde am 25. August 1775 in Deidesheim geboren. Er studierte einige Semester Philosophie an der kurfürstlichen Akademie in Mainz und lernte die Methoden des Weinbaus im nahe gelegenen Rheingau kennen, wo Ende des 18. Jahrhunderts die besten Weine Deutschlands produziert wurden. Als französische Volksheere 1794 in Deidesheim einfielen, wurde seine Familie nahezu ihres ganzen Besitzes beraubt. Bald darauf starben seine Eltern. Jordan musste das elterliche Weingut übernehmen und alleine führen, da seine Geschwister noch nicht erwachsen waren.

### Weinbau
Seine Erfahrungen, besonders die Erkenntnis des Wertes der Spätlese edelfauler Trauben, machte sich Jordan zunutze und setzte Qualitätsbestrebungen auch in seinem Weingut um. Zweckmäßige Maßnahmen zur Steigerung der Weinqualität waren das Abwarten des passenden Lesezeitpunkts, das Anpflanzen von hochwertigen Rebsorten, vor allem Riesling, die Auslese – damit war das Trennen des Leseguts nach Güteklassen gemeint, sowie das Trennen des Leseguts nach Lagen. Die sorgfältige Behandlung der Weine im Keller gehörte ebenfalls dazu. Außerdem gestaltete Jordan aufwändig künstliche Südhänge, die das Reifen der Trauben begünstigten. Als neue Marketingmaßnahme benutzte er 1802 erstmals neben Jahrgang und Rebsorte auch die Lage „Deidesheimer Geheu“ zum Kennzeichnen seiner Weine und er war der erste, der beim Weinhandel die Vorzüge der Pfälzer Qualitätsweine bekanntmachte.
Jordan konnte damit beim Verkauf seiner Weine Qualitätsweinpreise erzielen, die die sonst üblichen Preise um das drei- bis vierfache überstiegen, und wurde so zu einem wohlhabenden Mann; 1813 war Jordan einer der am höchsten besteuerten Bürger des Kantons Dürkheim. Dies ermöglichte es Jordan, durch stete Zukäufe sein Weingut beträchtlich zu vergrößern. Der unter den Franzosen eingeführte freie Bodenmarkt kam ihm dabei zugute; die von den Franzosen initiierten Versteigerungen von vormals kirchlichen Gütern nutzte Jordan dagegen wenig. 1816 kaufte Jordan den schräg gegenüber von seinem Weingut liegenden ehemaligen Adelssitz Ketschauer Hof, der fortan den Mittelpunkt des Jordanschen Weinguts bildete.
Jordan erlangte mit seinen Maßnahmen, mit denen er enorme qualitative Verbesserungen seiner Weine erzielte, eine herausragende Bedeutung für den gesamten pfälzischen Weinbau und gilt als der Begründer des Qualitätsweinbaus in der Pfalz; er war Vorbild für die übrigen Winzer der Umgegend, die Jordans Qualitätsbestrebungen nacheiferten, so dass um 1830 der Qualitätsweinbau an der Mittelhaardt üblich war.

### Politische Ämter
Jordans Ansehen war ihm auch bei der Übernahme von politischen Ämtern dienlich, so war Jordan Bürgermeister Deidesheims (1819–1834) und vertrat die Mittelhaardt in der Kammer der Abgeordneten (1831–1843). Hier unterstützte zu Beginn seiner Amtszeit die radikal-liberale Haltung Friedrich Schülers, später trat er weniger in Erscheinung.

## Tod

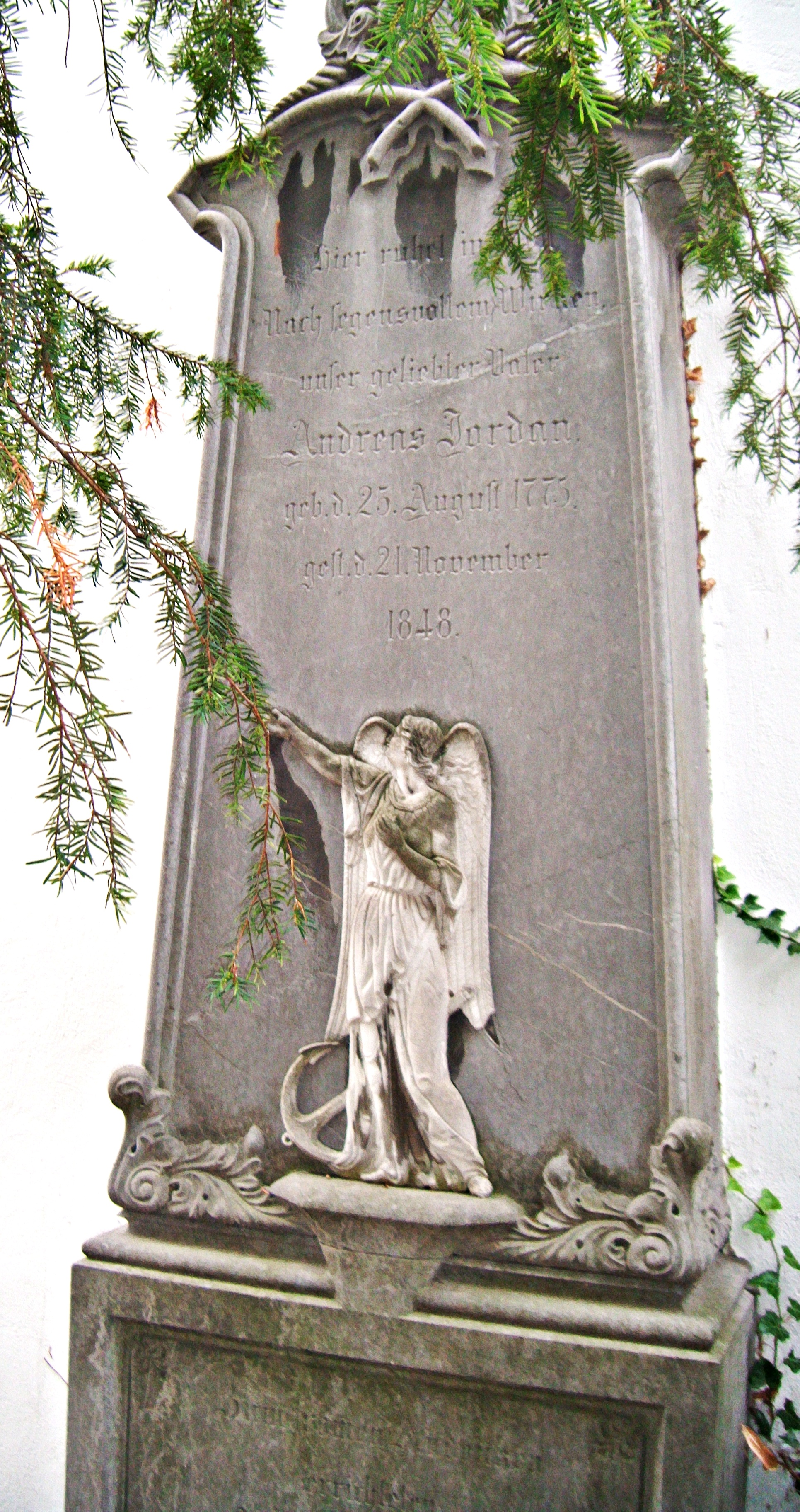
Grabstein auf dem Friedhof Deidesheim

Als Andreas Jordan am 21. November 1848 starb, hatte er kein Testament abgefasst. Daher wurde sein Besitz unter seinen drei Kindern zu gleichen Teilen aufgeteilt. Neben den Weinbergen zählten dazu auch Äcker, Wiesen, Gärten, Häuser, Staatspapiere und Aktien.
Auch Jordans Bruder Peter Heinrich hatte ein Weingut geführt; er war bereits 1830 gestorben. Seinen Besitz hatte er den Kindern seiner Schwester Maria Barbara hinterlassen, nämlich Franz Peter Buhl und dessen Schwester Seraphine, die mit Jordans Sohn Ludwig Andreas Jordan verheiratet war. Vor dem Tod Andreas Jordans hatten Franz Peter Buhl und Ludwig Andreas Jordan dessen Weingut unter dem Namen P. H. Jordans Erben gemeinsam weitergeführt. Nun – nach dem Tod von Andreas Jordan und im Zuge der Aufteilung von dessen Erbe – boten es die Verhältnisse an, auch das Erbe Peter Heinrich Jordans endgültig aufzuteilen.
Durch die Aufteilung der Erbmassen der beiden Brüder, die sogenannte Jordansche Teilung oder Jordansche Erbteilung, entstanden drei Weingüter: Es blieb das Haus Jordan mit etwa 62 Morgen Weinbergen, das nun von Jordans Sohn Ludwig Andreas geführt wurde. Zum zweiten entstand das Haus Buhl unter der Leitung von Franz Peter Buhl, dessen Weinbergbesitz ebenfalls etwa 62 Morgen umfasste, und zum dritten entstand das Haus Deinhard mit etwa 25 Morgen Weinbergfläche, das von Friedrich Georg Deinhard geführt wurde. Diese drei Weingüter existieren noch immer, sie tragen heute die Namen Geheimer Rat Dr. von Bassermann-Jordan, Reichsrat von Buhl und von Winning. Die drei Weingüter entwickelten sich in der Folge eigenständig, wenngleich sie im Wesentlichen gemeinsame Interessen hatten.
Der Neustadter Unternehmer Achim Niederberger erwarb zwischen 2002 und 2007 alle drei Weingüter, die sich damit wieder in einer Hand befanden; sie gehören heute der von ihm gegründeten Unternehmensgruppe an. Niederberger machte auf diese Weise die Jordansche Teilung in gewissem Sinne wieder rückgängig.